# Kurów (powiat Puławski)
Kurów is een plaats in Zuidoost-Polen in het Woiwodschap Lubelskie, gelegen tussen Puławy en Lublin aan de rivier de Kurówka.
Kurów is de geboorteplaats van generaal Wojciech Jaruzelski.

## Geschiedenis
Kurów is gesticht tussen 1431 en 1442, volgens het Maagdenburgse recht. In de 16e eeuw was het dorp een centrum van het Poolse calvinisme, toch nemen de inwoners tot aan het jaar 1660 het ariaanse geloof aan. In februari 1831 versloegen Poolse troepen onder bevel van generaal Józef Dwernicki een Russische strijdmacht. Tijdens de Tweede Wereldoorlog is Kurów bij een Duitse bomaanval op 9 september 1939 verwoest.

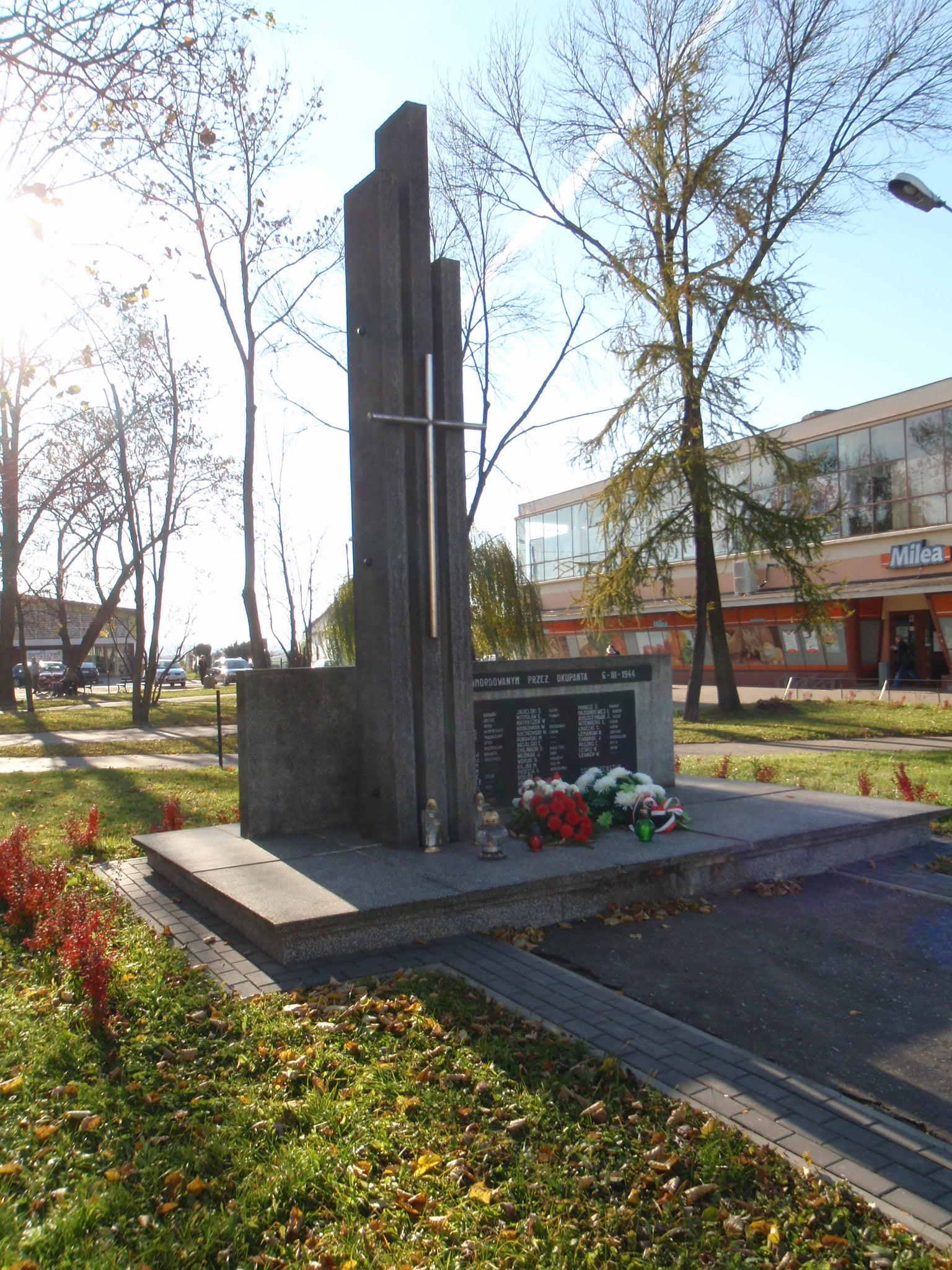
Monument ter nagedachtenis van slachtoffers in de Tweede Wereldoorlog

## Trivia
Het artikel over de plaats Kurów stond in januari 2016 bovenaan wat betreft het aantal Wikipedia's met een artikel hierover. Dit waren 291 Wikipedia's met ook meegerekend nog enige tientallen talen die nog in de testfase verkeerden.